# Templo Inglés
La Catedral de la Santísima Trinidad, más conocida como el Templo Inglés, es una iglesia Anglicana en Uruguay. Su ubicación actual es en la rambla sur del barrio Ciudad Vieja de Montevideo.

## Historia
Durante la Guerra Grande existía un gran número de extranjeros que habitaban Montevideo y que pertenecían a varias denominaciones protestantes. En 1844 la comunidad de anglicanos ingleses junto con el apoyo de cónsules de Estados Unidos, Suecia, e Inglaterra solicitaron los permisos correspondientes al Estado uruguayo para construir un templo en la ciudad.
El Templo Inglés fue el primer templo de la Iglesia Anglicana en Uruguay y el tercero en América Latina. La obra del primitivo templo le fue encomendada al arquitecto Antonio Paullier y fue inaugurada en 1845. Estaba ubicado en las inmediaciones del Cubo del Sur junto al Río de la Plata. El edificio actual es una reconstrucción del templo original, que debió ser demolido junto con el barrio El Bajo para la construcción del sector de la Rambla de Montevideo conocido como Rambla Sur en 1934.
El nuevo templo abrió sus puertas el 6 de junio de 1936. De manera provisional, durante el tiempo en que se llevó a cabo la obra, las misas se realizaron en un banco inglés de la zona.

## Características
- El edificio estaba destinado a la realización de los rituales religiosos de la práctica anglicana, una denominación cristiana surgida en Inglaterra en el siglo XVI durante la época de la reforma religiosa.

- Es una edificación neoclásica que recuerda a los templos romanos de la antigüedad por las columnas y el frontón.